# Proces C-41

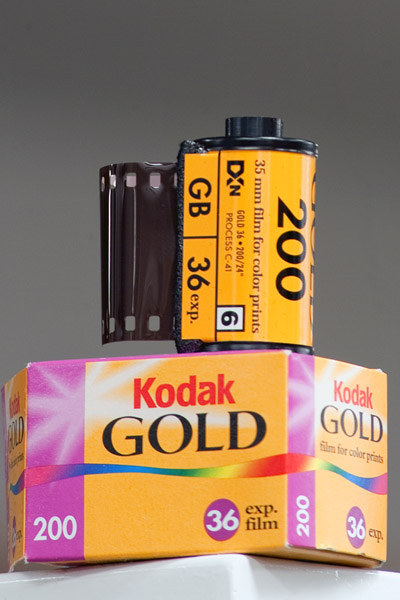
Negativní film Kodak Gold (kinofilm o citlivosti 200 ASA). Firma Kodak proces C-41 vyvinula.

Proces C-41 slouží k vyvolání barevných negativních filmů. Jedná se o jeden z nejrozšířenějších procesů v barevné fotografii. Používá se v profesionálních fotolabech i pro domácí zpracování. Proces C-41 se skrývá i pod firemními  názvy CN-16 (Fuji), CNK-4 (Konica), nebo AP-70 (AGFA).